# پترسون تاونشیپ (شهرستان بیور، پنسیلوانیا)
پترسون تاونشیپ، شهرستان بیور (به انگلیسی: Patterson Township) یک منطقهٔ مسکونی در ایالات متحده آمریکا است که در شهرستان بیور، پنسیلوانیا واقع شده‌است. پترسون تاونشیپ، شهرستان بیور ۴٫۲۵ کیلومتر مربع مساحت و ۳٬۰۲۹ نفر جمعیت دارد.